# Tylototriton zaimeng
Tylototriton zaimeng — вид хвостатих земноводних родини саламандрових (Salamandridae). Описаний у 2023 році.

## Назва
Вид названо на честь озера Займенг, де мешкає цей вид.

## Поширення
Ендемік Індії. Мешкає у гірських озерах у штаті Маніпур на північному сході країни.  Ареал нового виду обмежений гірським хребтом Хонгтенг.

## Опис
Tylototriton zaimeng можна відрізнити від інших представників роду середнім розміром тіла, масивною і широкою головою з округленою мордою і дуже широкими і виступаючими надскроневими кістковими гребнями і добре розвиненим сагітальним гребнем, короткими кінцівками, які не перекриваються при притисненні вздовж тулуба, широким і несегментованим хребцевим гребнем, виразними 13–14 парами ребрових вузликів. Тіло коричневого кольору з тьмяно-оранжевими або жовтувато-коричневими плямами на голові, хребті, ребрових вузликах, долонях, підошвах, вентиляційному отворі та вентральному хвостовому хребті, а також біля зубів сошника, організованих у дві виразно вигнуті серії дзвоників.